# Río Colorado (ort)
Río Colorado är en ort i Mexiko.   Den ligger i kommunen Pueblo Nuevo Solistahuacán och delstaten Chiapas, i den sydöstra delen av landet, 700 km öster om huvudstaden Mexico City. Río Colorado ligger 530 meter över havet och antalet invånare är 109.
Terrängen runt Río Colorado är bergig västerut, men österut är den kuperad. Runt Río Colorado är det ganska tätbefolkat, med 104 invånare per kvadratkilometer. Närmaste större samhälle är Simojovel de Allende, 9,6 km sydost om Río Colorado. Omgivningarna runt Río Colorado är en mosaik av jordbruksmark och naturlig växtlighet.